# マツダ・CX-60
CX-60（シーエックス・シックスティー）は、マツダが製造・販売するクロスオーバーSUVである。

## 解説
マツダのラージ商品群の第1弾として位置づけられるクロスオーバーSUVで、2022年3月9日に欧州で世界初公開された。縦置きエンジンのFR、およびマツダCUV初となるFRをベースにした四輪駆動システム「i-ACTIV AWD」を搭載し、新開発の「SKYACTIV マルチリューションスケーラブルアーキテクチャー」プラットフォームを搭載している。さらに、マツダ初のプラグインハイブリッドシステムを搭載したモデルも設定されている。
搭載されるエンジンは、2.5 L 直4 ガソリン直噴エンジンと3.3 L 直6 ディーゼルターボエンジンの2種類であり、それにプラグインハイブリッドシステム (e-SKYACTIV PHEV) または、48 Vマイルドハイブリッドシステム (e-SKYACTIV D 3.3) が組み合わされる。
変速機は8速ATのみで、トルクコンバーターの代わりに湿式多板クラッチが使用されており、駆動力の伝達効率やレスポンスの向上に貢献している。
i-ACTIV AWDで前後駆動力を制御する電子制御カップリング (ITCC) は、後輪駆動向け専用でジェイテクトが開発。変速機やエンジンの動力を伝達するリアプロペラシャフト間を直結する貫通構造を採用し、トランスファーの構造に合わせて小径化することで従来比約10 %の軽量化を達成した。ステアリングコラムではジェイテクトと富士機工が連携し、事故が起きた際の衝撃を吸収する機構などの部品点数を削減することで、コラム全体の質量を従来品比で30 %低減している。2022年のユーロNCAPでの衝突検査では最高評価となる五つ星を獲得している。パナソニックオートモーティブシステムズ製のフルディスプレイメーターが採用されている。
リヤサスペンションはマルチリンクを採用したが、本来ゴムブッシュのたわみを利用して有用なトー変化を起こさせるマルチリンクで、トー変化による車輪のアライメント制御を嫌い、リジッドアクスルの一種であるド・ディオン・アクスルの動きを仮想的に実現するために、ゴムブッシュの変わりのピロボールを使用して対地キャンバー変化やトー変化が起きないように設計された。そのためハブが拘束されてしまい悪路での追随性が悪く、細かい突き上げが起きやすい構造になっているが、CX-60の設計陣は、車体の上下の揺れは問題ではなく、乗り心地に大きく影響するのは対地キャンバー変化もトー変化による横揺れであるとした。また、開発陣はそれらを抑制したCX-60の乗り心地は広島-横浜間を走っても疲れない優れた仕上がりになっていると評価した。
全車、マツダ防府工場で生産される。月販目標台数は2,000台。

## 不具合
発売直後より不具合の報告が続き、国土交通省には2024年1月までに15件のリコール・不具合情報が提出された。乗り心地に関する不満の声も多く、発売当初から多くのユーザーならびにジャーナリストからサスペンションに関するクレームが相次いだ。
マツダは2023年6月の株主総会の事前質問で、CX-60について「開発や造り込み、品質検証プロセスにおいて不十分な点があった。これらの点について全社を挙げて分析を行い、迅速に改善措置を実施している」と述べた。乗り心地が悪いという問題については、発売前の国内での試乗テストが不足していたためであり、決してハードな乗り心地を目指したわけではなく、搭乗者の快適性を高めるための試みであったとマツダ側は説明し、遅れて発売されたXDや25Sで、リヤスタビライザーの省略や一部樹脂ピロボールをゴムブッシュに変更するなどの対策が実施された。また2023年8月の価格改定後のモデルでは、リヤダンパーの減衰力の増化などの仕様変更を行うとともに、納入済みユーザーに対しても同様の変更を行うサービスが実施された。しかし、自動車ジャーナリストの中村孝仁は、それらの対策によって乗り心地は幾分か改善されたものの十分ではなく、依然としてこの車格の車両としては乗り味に安定感が感じられず、荒れた路面では相当に不快な印象を受けると指摘した。同じく自動車ジャーナリストの国沢光宏は、低速時のミッションはギクシャク感が強く、スムーズさが欠落しており直進安定性にも問題があると述べた。また、本来なら積極的なアピールポイントである直列6気筒ディーゼルエンジンについても、中村・国沢ともにエンジン音に対する不満を述べた。
SKYACTIV-G 2.5搭載車とSKYACTIV-D 3.3搭載車では、発売開始時期を1か月遅らせて一部部品に変更を加えたがそれでも十分ではなく、2023年8月以降のモデルではダンパーやスタビライザーの仕様が変更され、材質や構造を変更した変速機が搭載されている。また納車済みの顧客に対しても、乗り心地やドアの開閉音、リヤハッチの異音に対して申告制で対策済み部品との交換対応がなされている。2024年5月31日には合計8種類の不具合に対して一斉に制御プログラムの修正を行うサービスキャンペーンを国土交通省に通知した。2024年10月31日には9回目のリコール、延べ23項目の不具合の届け出を国土交通省へ提出、サービスキャンペーンも同年11月1日、4回目延べ20項目の発表を行った。
2025年早春より主にサスペンションの改良を行った2型のデリバリーが開始され、乗り心地の問題は少なくなったが、車体本体の改善はほとんど行われていないため、1型と同様に、2型でも左折時の異音やエンジン始動時の異音などのトラブルが発生している。

## 年表
2021年（令和3年）10月7日
マツダは2022年（令和4年）以降のクロスオーバーSUVの商品計画を公表し、その一環としてCX-60を導入することを発表。
2022年（令和4年）3月9日
欧州にて世界初公開し、現地での受注を開始。
2022年（令和4年）3月15日
防府第2工場で欧州向けのPHEV仕様の生産を開始。
2022年（令和4年）4月7日
日本仕様のe-SKYACTIV D搭載車を初公開。同年初秋に発売予定と発表。
2022年（令和4年）4月26日
欧州向けにPHEV仕様のCX-60の出荷を開始。
2022年（令和4年）6月22日
日本での予約受注を同年6月24日より開始し、e-SKYACTIV D搭載車は同年9月、その他モデルは同年12月に販売開始予定と発表。グレード体系も明らかとなり、ガソリンエンジン仕様のSKYACTIV-G 2.5搭載車は「25S S Package」「25S L Package」「25S Exclusive Mode」の3種、ディーゼルエンジン仕様のSKYACTIV-D 3.3搭載車は「XD」「XD S Package」「XD L Package」「XD Exclusive Mode」の4種、ディーゼルハイブリッド仕様のe-SKYACTIV D搭載車は「XD HYBRID Exclusive Sports」「XD HYBRID Exclusive Modern」「XD HYBRID Premium Sports」「XD HYBRID Premium Modern」の4種、プラグインハイブリッド仕様のeｰSKYACTIV PHEV搭載車は「PHEV S Package」「PHEV Exclusive Sports」「PHEV Exclusive Modern」「PHEV Premium Sports」「PHEV Premium Modern」の5種の全16種をラインナップした。
2022年（令和4年）9月15日
国内向けのe-SKYACTIV D搭載車が販売開始。
2022年（令和4年）11月8日
本車種に採用されている「ドライバー・モニタリング」、「ドライバー異常時対応システム」 (DEA) 、「ドライバー・パーソナライゼーション・システム」が評価され、2022-2023日本自動車殿堂テクノロジーオブザイヤーに選定されたことを発表。マツダで同賞に選定されたのは2014 - 2015年度に受賞した「SKYACTIV-D 1.5」以来、8年ぶり通算4度目となり、エンジン以外の技術で選定されるのは今回が初となった。
2022年（令和4年）11月24日
e-SKYACTIV D搭載車以外のモデルについて、すでに欧州向けに先行販売しているPHEVは予定通り2022年12月の販売開始とするものの、同時期に販売開始予定としていたSKYACTIV-G 2.5搭載車とSKYACTIV-D 3.3搭載車は「商品の作りこみ」のために販売開始時期を2023年1月以降に延期することを発表。
2023年（令和5年）1月
発売が延期されていたSKYACTIV-D 3.3搭載車の販売が開始。少し遅れてSKYACTIV-G 2.5搭載車も販売開始。
2023年（令和5年）8月1日
原材料価格や物流費などの世界的な高騰を受けて日本仕様車の価格改定が実施され、グレードにより19.8万円 - 33万円（10 %の消費税込）値上げされた。あわせて、グレードや装備体系の一部見直しも実施され、「PHEV S Package」が廃止された。乗り心地に対するクレームに対応して、全車のリヤダンパーと、一部車種のリヤスタビライザーの仕様が変更された。
2024年（令和6年）
11月13日、マツダのドイツ法人で、2025年モデル（2型）を発表した（12月9日、日本でも同様の発表）。1型で不満の声があった乗り心地に対して、フロントのダブルウィッシュボーンサスペンションのジオメトリーとダンピング、および、リアのマルチリンクサスペンションのコンポーネンツの変更が行われた。リヤサスペンションでは、よりソフトなスプリングと硬いダンパーが導入され、サスペンションのストローク量を拡大させ、不快さの原因となっていた車体のピッチングを抑制した。またキネマティック・ポスチャー・コントロール (KPC) 、横すべり防止機構のダイナミック・スタビリティ・コントロールシステム (DSC) 、全輪駆動システムi-Activ AWDの制御が変更された。CX-80でも導入された防音材の追加が実施され、エンジン音の遮音性が改善された。電動パワーステアリングやAWDなどの制御の最適化、走行時における騒音や振動の対策が施された。外装と内装では変更はない。eｰSKYACTIV PHEV搭載車は2025年3月中旬、それ以外のモデルは同年2月21日発売された。追加グレードとして「XD S Package」をベースに、フロントグリルをピアノブラックのハニカムタイプに、シグネチャーウィングとサイドシグネチャーガーニッシュ テクノロジーバッジ付 (INLINE6) をブラッククロームに、ドアミラーをグロスブラックに、アルミホイールをブラックメタリック塗装の専用20インチにそれぞれ変更した「XD SP」が追加された。「XD-HYBRID Exclusive Sports」をベースに、パノラマサンルーフを標準装備化し、パーティションネットを設定した特別仕様車「XD-HYBRID Trekker」を設定。本仕様車ではカタログカラーの7色に専用ボディカラーとしてジルコンサンドメタリックが追加される。その他、「XD L Package」と「XD Exclusive Mode」はサイドシグネチャーガーニッシュを材着（ブラック）からクロームメッキ（テクノロジーバッジ付）に変更した。前述したグレードの追加や特別仕様車の設定に伴って機種体系が見直され、「XD」「XD S Package」「PHEV Exclusive Sports」「PHEV Exclusive Modern」を廃止、「PHEV L Package」が追加された。
2025年（令和7年）
2月、前述の2型の納車が開始された。

## 評価
CX-60は他社の中級SUVのみならず、BMW・X3、メルセデス・ベンツ・GLC、アウディ・Q5、レクサス・NXといった高級SUVともしばしば比較される。オーストラリアの『CarExpert』は、CX-60はドイツ製SUVを目指した車であると認めながらも、そのサスペンションが固すぎて路面の凸凹に追従することができていないと評した。またイギリスの『トップ・ギア』は、CX-60が価格面でX3に挑戦しているとし、PHEVを搭載したCX-60の効率性は称賛したものの、CX-60には細かい煮詰め作業が欠如しているとの評価を下した。

## モデル一覧
| タイプ                         | モデル               | エンジンコード | 排気量                                | 出力                                                                                 | トルク                                                                                                | 総合出力                                                 | 電動モーター              | バッテリー                  | 変速機 | レイアウト | 年式                    |
| ------------------------------ | -------------------- | -------------- | ------------------------------------- | ------------------------------------------------------------------------------------ | --- | -------------------------------------------------------- | ------------------------- | --------------------------- | ------ | ---------- | ----------------------- |
| ガソリンエンジン               | Skyactiv-G 2.5       | PY-VPS         | 2,488 cc (2.5 L) 直4                  | 138 kW (185 hp; 188 PS) @ 6,000 rpm                                                  | 250 N⋅m (25.5 kg⋅m; 184 lb⋅ft) @ 3,000 rpm                                                            | -                                                        | -                         | -                           | 8速AT  | 後輪駆動   | 2022年 - 販売中         |
| ガソリンエンジン               | Skyactiv-G 2.5       | PY-VPS         | 2,488 cc (2.5 L) 直4                  | 138 kW (185 hp; 188 PS) @ 6,000 rpm                                                  | 250 N⋅m (25.5 kg⋅m; 184 lb⋅ft) @ 3,000 rpm                                                            | -                                                        | -                         | -                           | 8速AT  | 四輪駆動   | 2022年 - 販売中         |
| ガソリンマイルドハイブリッド   | e-Skyactiv G 3.3     |                | 3,283 cc (3.3 L) 直6 シングルターボ   | 209 kW (280 hp; 284 PS) @ 5,000 - 6,000 rpm                                          | 450 N⋅m (45.9 kg⋅m; 332 lb⋅ft) @ 2,000 - 3,500 rpm                                                    | -                                                        | MR型 M Hybrid ISG         | 0.33 kWh リチウムイオン電池 | 8速AT  | 四輪駆動   | 2022年 - 販売中         |
| ガソリンマイルドハイブリッド   | e-Skyactiv X         |                | 3.0 L 直6 SPCCI                       | 未公表                                                                               | 未公表                                                                                                | -                                                        | 未公表                    | 未公表                      | 8速AT  | 四輪駆動   |                         |
| ガソリンPHEV                   | e-Skyactiv PHEV      | PY-VPH         | 2,488 cc (2.5 L) 直4                  | エンジン：138 kW (185 hp; 188 PS) @ 6,000 rpm モーター：129 kW (173 hp; 175 PS)      | エンジン：250 N⋅m (25.5 kg⋅m; 184 lb⋅ft) @ 4,000 rpm モーター：270 N⋅m (27.5 kg⋅m; 199 lb⋅ft)         | 241 kW (323 hp; 328 PS) / 500 N⋅m (51.0 kg⋅m; 369 lb⋅ft) | MS型 永久磁石式同期電動機 | 17.8 kWh リチウムイオン電池 | 8速AT  | 四輪駆動   | 2022年 - 販売中         |
| ディーゼルエンジン             | Skyactiv-D 3.3       | T3-VPTS        | 3,283 cc (3.3 L) 直6 ディーゼルターボ | 170 kW (228 hp; 231 PS) @ 4,000 - 4,200 rpm                                          | 500 N⋅m (51.0 kg⋅m; 369 lb⋅ft) @ 1,500 - 3,000 rpm                                                    | -                                                        | -                         | -                           | 8速AT  | 後輪駆動   | 2022年 - 販売中         |
| ディーゼルエンジン             | Skyactiv-D 3.3       | T3-VPTS        | 3,283 cc (3.3 L) 直6 ディーゼルターボ | 170 kW (228 hp; 231 PS) @ 4,000 - 4,200 rpm                                          | 500 N⋅m (51.0 kg⋅m; 369 lb⋅ft) @ 1,500 - 3,000 rpm                                                    | -                                                        | -                         | -                           | 8速AT  | 四輪駆動   | 2022年 - 販売中         |
| ディーゼルマイルドハイブリッド | e-Skyactiv D 3.3 200 | T3-VPTH        | 3,283 cc (3.3 L) 直6 ディーゼルターボ | エンジン：147 kW (197 hp; 200 PS) @ 3,600 - 4,200 rpm モーター：12 kW (16 hp; 16 PS) | エンジン：450 N⋅m (45.9 kg⋅m; 332 lb⋅ft) @ 1,400 - 3,000 rpm モーター：153 N⋅m (15.6 kg⋅m; 113 lb⋅ft) | -                                                        | MR型 M Hybrid ISG         | 0.33 kWh リチウムイオン電池 | 8速AT  | 後輪駆動   | 2022年 - 販売中（欧州） |
| ディーゼルマイルドハイブリッド | e-Skyactiv D 3.3 254 | T3-VPTH        | 3,283 cc (3.3 L) 直6 ディーゼルターボ | エンジン：187 kW (251 hp; 254 PS) @ 3,750 rpm モーター：12 kW (16 hp; 16 PS)         | エンジン：550 N⋅m (56.1 kg⋅m; 406 lb⋅ft) @ 1,500 - 2,400 rpm モーター：153 N⋅m (15.6 kg⋅m; 113 lb⋅ft) | -                                                        | MR型 M Hybrid ISG         | 0.33 kWh リチウムイオン電池 | 8速AT  | 四輪駆動   | 2022年 - 販売中         |